# Pardosa sternalis
Pardosa sternalis là một loài nhện trong họ Lycosidae.
Loài này thuộc chi Pardosa. Pardosa sternalis được Tord Tamerlan Teodor Thorell miêu tả năm 1877.